# Pia Bech Mathiesen
Pia Bech Mathiesen (31 de enero de 1962 – 20 de febrero de 2016) fue una diseñadora y emprendedora danesa. Presidió el Consejo danés de diseño y fue directora del parque de diversiones científico Univers en la isla Als.

## Biografía
Estudió diseño en la Real Academia de Bellas Artes de Dinamarca, graduándose en 1987. Después estudió diseño y economía en la Universidad Politécnica Estatal de California (1988) y economía, organización y sociología laboral en la Escuela de negocios de Copenhague (1994).
Fue jefa de diseño en la compañía de ferrocarril nacional danesa DSB (1996–2010) antes de entrar a trabajar en Univers en 2013. En paralelo, estuvo en las juntas directivas del Museo danés de Diesño, el Consejo danés de diseño, la Escuela de Diseño Koldning y la Universidad de Dinamarca del Sur. A principios de 2014, presidió Sønderjyllands Symfoniorkester.